# Bohdan Dsjurach

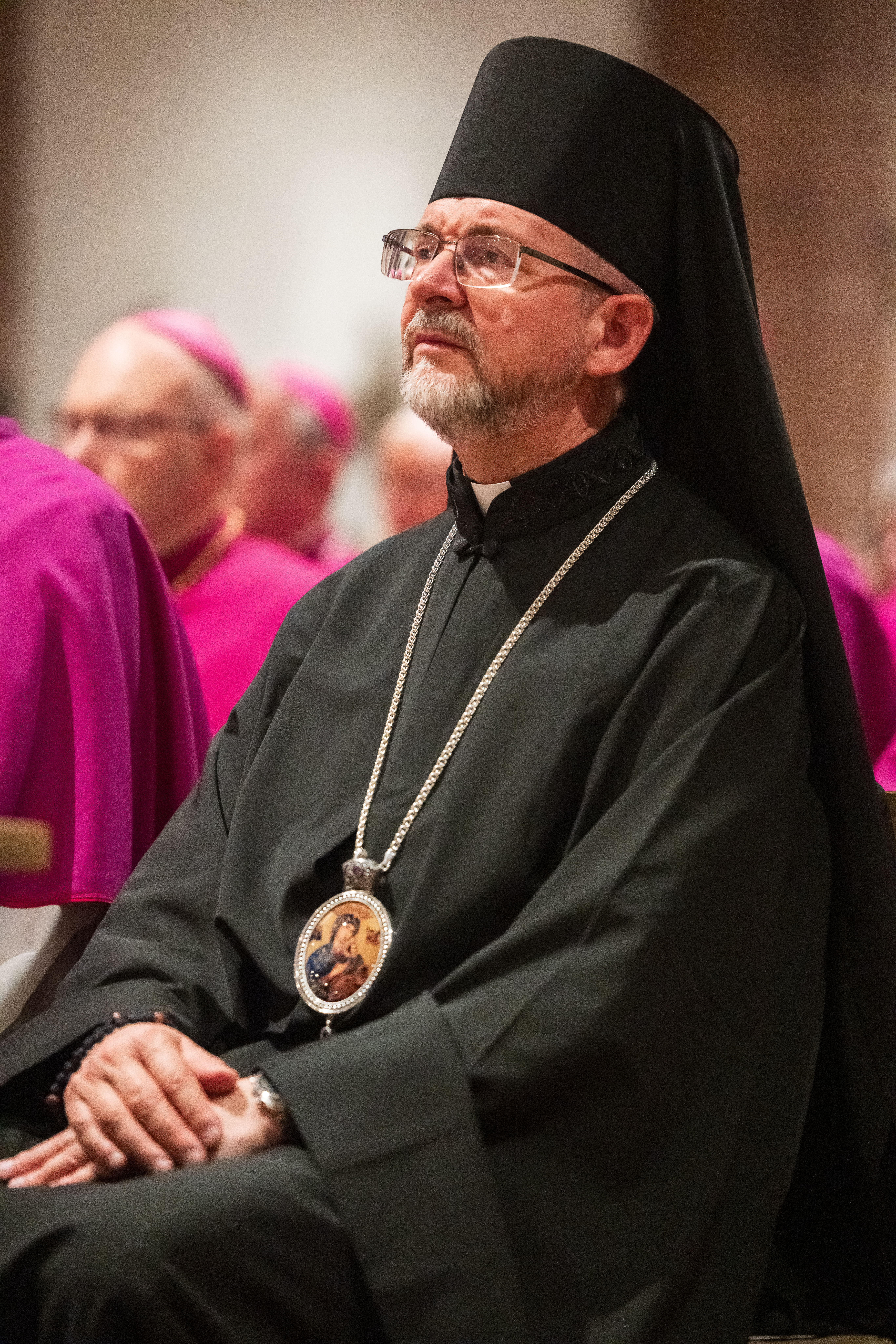
Bischof Bohdan Dsjurach (2023)

Wappen

Bohdan Dsjurach CSsR (ukrainisch Богдан Дзюрах; * 20. März 1967 in Hirske, Oblast Lwiw, Ukrainische SSR) ist Apostolischer Exarch für die Ukrainer des byzantinischen Ritus in Deutschland und Skandinavien, Bischof der Ukrainischen Griechisch-Katholischen Kirche.

## Leben
Bohdan Dsjurach wurde am 17. März 1991 von Weihbischof Julian Woronowskyj MSU (Lemberg) zum Priester geweiht. Er trat in die Ordensgemeinschaft der Redemptoristen ein und legte sein Ordensgelübde am 19. August 1995 ab. Am 21. Dezember 2005 ernannte ihn Papst Benedikt XVI. zum Titularbischof von Vagada und berief ihn gleichzeitig zum Weihbischof in Kiew. Großerzbischof Kardinal Ljubomyr Husar weihte ihn am 15. Februar 2006 zum Bischof; Mitkonsekratoren waren Erzbischof Ihor Wosnjak CSsR aus Lemberg und Bischof Julian Woronowskyj MSU aus Sambir-Drohobych. 2009 wurde er zum Kurienbischof des Großerzbistums Kiew-Halytsch berufen und leitet die bischöfliche Kurie. Er wurde ebenfalls zum Sekretär der Bischofssynode für die Bischöfe der griechisch-katholischen Kirche in der Ukraine gewählt. In dieser Eigenschaft war er auch 2010 Teilnehmer an der Sonderversammlung der Bischofssynode für den Nahen Osten.
Papst Franziskus ernannte ihn am 18. Februar 2021 zum Exarchen für die Gläubigen der ukrainischen griechisch-katholischen Kirche in Deutschland und Skandinavien.
Exarch Dsjurach nahm bzw. nimmt an den Sitzungen der Weltsynode im Oktober 2023 und Oktober 2024 in Rom teil.

## Schriften
- Духовне життя монаха. На основі творів святого Теодора Студита [Das geistliche Leben eines Mönches gemäß den Schriften des heiligen Theodoros Studites]. Lwiw 2003, ISBN 966-561-311-1.
- Трапеза милосердя. Проповіді на неділі церковного року [Das Mahl der Barmherzigkeit. Predigten für die Wochen des Kirchenjahres]. Lwiw 2019, ISBN 978-966-938-355-6.